# Zé Rufino
José Osório de Farias, mais conhecido como Zé Rufino (São José do Belmonte, 20 de Fevereiro de 1906 – Jeremoabo, 20 de Fevereiro de 1969), foi um policial militar. Era chamado também de O Matador de Cangaceiros, por ter matado muitos cangaceiros. 

## Biografia
Nascido em 20 de Fevereiro de 1906, o jovem Osório de Farias era fascinado pela música tendo se tornado sanfoneiro muito novo.
 

Com algumas informações, Zé Rufino descobre o lugar onde o casal Corisco e Dadá estavam escondidos. O oficial e sua tropa, em 25 de Maio de 1940, surpreenderam eles, exigindo que se rendessem. Os criminosos tentaram fugir, porém Dadá foi atingida na perna, e Corisco teve seu abdómen alvejado, vindo a falecer algumas horas após.